# Mártires do Zenta
Os Mártires do Zenta são o padre Pedro Ortiz de Zárate, o jesuíta Juan Antonio Solinas e 18 leigos que foram mortos na  Redução de Santa Maria em 27 de outubro de 1683, no Vale do Rio Zenta no Chaco argentino.
Pedro Ortiz de Zárate nasceu na Argentina, antes de se tornar padre foi pai de dois filhos e encomendeiro. Se tornou sacerdote após a viuvez.
Juan Antonio Solinas era oriundo da Sardenha. Desde quando era criança foi educado pelos jesuítas e, ainda quando era muito jovem, ingressou na Companhia de Jesus.

## Pedro Ortiz de Zárate

### Origens e primeiros anos
Não se sabe com precisão a data de seu nascimento, mas se estima que tenha nascido entre 1622 e 1623.
Era filho de Juan Ochoa de Zárate, que era uma pessoa importante na Província de Jujuy e neto do fundador daquela Província: Pedro Ortiz de Zárate.
Sua mãe, Bartolina de Garnica, oriunda de Santiago del Estero, era muito devota e deu aos filhos uma boa formação religiosa. 
Como era filho de um encomendeiro, aprendeu a utilizar armas e os fundamentos das leis. Ainda era jovem, quando começou a fazer viagens de cavalo pela região para ajudar a cuidar das fazendas de seu pai.
Foi educado pelos jesuítas em Jujuy.
Durante a infância, presenciou a opressão a qual eram submetidos os povos nativos que eram submetidos a trabalhos duros sem receber pagamento por parte dos encomendeiros. Devidos aos mal tratos recebidos dos cristãos oriundos da Espanha, os povos nativos passaram a ter aversão pelo cristianismo.
Quando era jovem, a sociedade colonial presenciava uma disputa entre os defensores das Ordenanças de Alfaro, dentre eles: o Bispo de Tucumán, Julián Cortázar, e os jesuítas, que impedia abusos dos encomendeiros; e seus adversários que eram os próprios os encomendeiros.
Quando tinha apenas 22 anos de idade, tornou-se alcaide de San Salvador de Jujuy.
Em 1626, teve início a primeira tentativa de colonização do Chaco próximo à Jujuy, por meio da fundação do Forte Ledesma e da cidade de Santiago de Guadalcázar, que, em 1628, foi atacada por nativos da etnia mataguaia, que na ocasião mataram o padre Juan Lozano, da congregação dos mercedários. O êxito desse ataque deu maior confiança aos nativos que, entre 1630 e 1632, fizeram diversos ataques contra os espanhóis no Chaco.
No dia 24 de fevereiro de 1633, sua mãe faleceu.
Em 1638, faleceu seu pai. Nesse contexto, tornou-se herdeiro de todos os direitos de encomienda, por ser tratar do único filho do sexo masculino, isso incluía direitos sobre três povoados nativos: Humahuaca, Sococha e Ocloyas.
Quando jovem, teve contato com missionários como: Gaspar Osório, Antônio Ripario e Sebastián Alarcón.
No dia 15 de setembro de 1644, casou-se com Petronila de Argañarás y Murguía, uma viúva que era neta do fundador de San Salvador de Jujuy.
O casamento seria útil também para ajudar a solucionar litígios entre duas das mais ricas famílias da região.
Com o casamento teve que administrar grandes fazendas em Humahuaca, Tilcara, Guacalmera, Sianzo, El Volcán, El Molino e seus respectivos povoados. Algumas de suas propriedades estavam a 75 léguas de San Salvador de Jujuy.
Teve dois filhos: Juan Ortiz de Murguía e Diego Ortiz de Zárate.
Em 1654, sua esposa faleceu, quando tinha apenas 33 anos. Nesse contexto, entregou seus filhos para serem educados por sua sogra.

### Vida religiosa
Em 1655, decidiu tornar-se sacerdote e deixou Jujuy e percorreu mais de duzentas léguas para residir em Córdoba de Tucumán, onde foi ordenado, em 1657, pelo Monsenhor Maldonado y Saavedra. 
Inicialmente atuou como padre em Humahuaca e, em 1661, foi nomeado como pároco de San Salvador de Jujuy, cargo que exerceu de modo exemplar por 24 anos.
Em 1670, o governador de Tucumán , Angel de Peredo, fracassou em uma nova tentativa de conquistar o Chaco por meios militares.
Nesse contexto, de fracassos militares, passou a promover a ideia de que fosse feita uma conquista espiritual dos nativos da região do Chaco, que eram de diversas etnias, tais como: moscovies, tobas, entre outras.
Em janeiro de 1677, o cabildo de Jujuy decidiu pedir apoio do Rei da Espanha para o apoio à referida tentativa de conquista espiritual, mas tiveram que aguardar até 17 de abril de 1682, para receber a resposta.
Pedro, apesar da idade, decidiu participar pessoalmente desse esforço missionário.
A missão partiu com o apoio de trinta soldados e 30 nativos armados em direção ao vale do Rio Zenta .

## Juan Antonio Solinas

### Biografia
Nasceu em 1643, em Oliena, um pequeno povoado localizado a 10 km de Nuoro, na Ilha da Sardenha.
Quando ainda era criança, foi educado por jesuítas.
No dia 20 de julho de 1663, ingressou no noviciado da Companhia de Jesus em Cagliari.
Foi recrutado para atuar nas Missões na América Latina pelo jesuíta Cristóbal Altamirano, razão pela qual deixou Cagliari para preparar-se para atuar na América Latina em Sevilha, lugar onde ordenou-se como sacerdote no dia 27 de maio de 1673.
No dia 16 de setembro de 1673, partiu de Cádiz, com diversos outros jesuítas, em direção à Buenos Aires, onde chegou no dia 11 de abril de 1674.
Após chegar em Buenos Aires, foi para Córdoba, para concluir seus estudos em teologia.
Depois foi enviado para atuar em reduções na Província de Santa Fé, situadas entre os rios Paraná e Uruguai, onde aprendeu a utilizar com perfeição o idioma guarani e atuou de modo exemplar como missionário durante cerca de três anos.
Depois foi deslocado para atuar na redução de Nuestra Señora de la Encarnación de Itapúa, que fora fundada pelo jesuíta Roque González de Santa Cruz, no dia 25 de Março de 1615, e para a redução de Santa Ana, onde dirigiu os trabalhos durante alguns anos. Nesses dois locais lhes foram atribuídas curas milagrosas.
Além de atender aos nativos, Solinas também cuidava dos espanhóis e seus descendentes que viviam nas proximidades das reduções.
Em 1680, acompanhou um batalhão de nativos em uma marcha a pé para uma batalha, que ocorreu no dia 7 de agosto, para tomar dos portugueses a Colônia do Sacramento. Após a batalha prestou assistência aos feridos.
Há registros que indicam que, em 1681, estava na Redução de São José.

## Missão no Chaco
Na região do Chaco argentino próximo à Jujuy viviam povos nativos de diferentes etnias, tais como: chiriguanos, tobas, mocovis, vilelas e abipones.
Existiam algumas características dos povos nativos daquela região que dificultavam a atividade missionária, tais como:
- o fato de que, diferentemente do que ocorria com os guaranis, onde os jesuítas convertiam os caciques que depois trazia toda a aldeia para a redução, entre os povos que habitavam o chaco, exceto em tempos de guerra, não existiam lideranças fortes.
- nomadismo;
- Existência de diversos idiomas, muito diferentes entre si, circunstância diferente da que ocorreu entre os tupis e guaranis, que eram povos que tinham uma língua geral falada com pequenas variações em aldeias espalhadas por grandes regiões geográficas[4].

A expedição chegou ao Vale do Zenta, onde fundou o Forte de São Rafael, localizado nas proximidades de onde, atualmente, se encontra a cidade de San Ramón de la Nueva Orán, para servir como refúgio e centro evangelizador. Em poucos meses, conseguiram congregar cerca de 400 famílias de nativos das etnias ojota, taño e toba.

## Martírio
No dia 27 de outubro de 1683, foram mortos, juntamente com 18 leigos por nativos das etnias toba e mocovi, na Redução de Santa Maria, que estava localizada a 25 Km ao sul do do Forte de São Rafael .
Em 2002, o Vaticano outorgou o Nihil Obstat à causa de beatificação dos mártires do Zenta.